# Фаргау-Пратјау
Фаргау-Пратјау (њем. Fargau-Pratjau) општина је у њемачкој савезној држави Шлезвиг-Холштајн. Једно је од 84 општинска средишта округа Плен. Према процјени из 2010. у општини је живјело 786 становника. Посједује регионалну шифру (AGS) 1057090.

## Географски и демографски подаци
Фаргау-Пратјау се налази у савезној држави Шлезвиг-Холштајн у округу Плен. Општина се налази на надморској висини од 41 метра. Површина општине износи 23,5 km². У самом мјесту је, према процјени из 2010. године, живјело 786 становника. Просјечна густина становништва износи 33 становника/km².